# Premis YoGa 2002
Els 13è Premis YoGa foren concedits al "pitjoret" de la producció cinematogràfica de 2001 per Catacric la nit del 28 de gener de 2002 "en un lloc cèntric de Barcelona" per un jurat anònim que ha tingut en compte les apreciacions, comentaris i suggeriments dels lectors de la seva web (Ai, si Kubrick tornés de la tomba!).

## Guardonats
| Secció           | Premi                      | Nom                                    | Guanyador                                                                                 |
| ---------------- | -------------------------- | -------------------------------------- | ----------------------------------------------------------------------------------------- |
| Cinema estranger | Pitjor pel·lícula          | "Inteligencia artificial"              | Tomb Raider                                                                               |
| Cinema estranger | Pitjor director            | "Este... argentino para prinsipiantes" | Fito Páez, per Vidas privadas                                                             |
| Cinema estranger | Pitjor actor               | "¡Socorro! Soy un pez"                 | Ben Affleck, per Pearl Harbor                                                             |
| Cinema estranger | Pitjor actriu              | "Demasiada carne"                      | Jennifer Lopez, per Plans de boda i Mirada d'àngel                                        |
| Cinema espanyol  | Pitjor pel·lícula          | "Tanito pierde el tren"                | Sin noticias de Dios                                                                      |
| Cinema espanyol  | Pitjor direcció (ex aequo) | "El paraíso ya no es lo que era"       | Carlos Saura, per Buñuel y la mesa del rey Salomón                                        |
| Cinema espanyol  | Pitjor direcció (ex aequo) | "El paraíso ya no es lo que era"       | Manuel Gutiérrez Aragón, per Visionarios                                                  |
| Cinema espanyol  | Pitjor actor               | "¡Adiós, muñeco!"                      | José Luis Moreno, per Torrente 2: Misión en Marbella                                      |
| Cinema espanyol  | Pitjor actriu              | "Extranjera de sí misma"               | Penélope Cruz, per Blow, La mandolina del capità Corelli i Tots els cavalls bonics        |
| Especials        | Uno de los nuestros        | "¿Algo que contar?"                    | Vicente Molina Foix, per Sagitario                                                        |
| Especials        | Maquillatge                | "Todos los cabellos bellos"            | Les perruques de Tiempos de azúcar, Blow, Druides i la de Javier Cámara a Lucía y el sexo |
| Especials        | Autoestima                 | "Mola ser jefe"                        | Julio Fernández, "por la Operación Triunfo de la Fantastic Factory"                       |